# Olga Roriz
Olga Roriz GOIH (Viana do Castelo, 8 de Agosto de 1955) é uma coreógrafa e bailarina portuguesa. Entre vários galardões recebidos encontram-se o Prémio Bordalo (1991) e o Prémio Almada (2003). Foi nomeada Grande-Oficial da Ordem do Infante D. Henrique (2004).

## Biografia
Olga Roriz nasceu em 8 de Agosto de 1955, em Viana do Castelo. 
Cedo foi para Lisboa onde iniciou os estudos de dança na Escola do Teatro Nacional de São Carlos, com Ana Ivanova. Com 18 anos de idade completou o curso da Escola de Dança do Conservatório Nacional de Lisboa. Em 1976 ingressou no elenco do Ballet Gulbenkian dirigido por Jorge Salavisa, onde permaneceu até 1992.
Iniciou o seu trabalho coreográfico nesta Companhia, para a qual criou mais de 20 obras, algumas das quais de reconhecido sucesso nacional e internacional, tanto pela crítica como pelo público. Internacionalmente os seus trabalhos têm sido apresentados nas mais importantes cidades, bem como em Nova Iorque, Brasil, Senegal e Egipto. Alguns deles foram gravados pela RTP.
Como coreógrafa tem sido convidada a trabalhar com agrupamentos como a Companhia Nacional de Bailado, Dança Grupo e Companhia de Dança Contemporânea em Portugal; Ballet Teatro Guaira, no Brasil; Ballet de Monte Carlo, no Mónaco; Compañía Nacional de Danza, em Espanha; English National Ballet, no Reino Unido, Reportory American Ballet, nos EUA, e Maggio Danza di Firenze, em Itália.
Criou, ainda, 5 espectáculos a solo apresentados nos festivais Encontros ACARTE, Eurodanse, Mulhouse, Le Triangle, Rennes, e Danse à Aix.
Tem trabalhado regularmente em ópera e teatro, colaborando com encenadores como João Perry, Ricardo Pais, Claude Lulé, João Lourenço, Carlos Avilez, Silvio Porcaretti, Adriano Luz e Manuel Coelho.
Entre Maio de 1992 e Outubro de 1994 foi Directora Artística da Companhia de Dança de Lisboa.
Em Fevereiro de 1995 fundou a Companhia Olga Roriz.
Em 1997 encenou para o Teatro Nacional de São Carlos a ópera Perséphone de Igor Stravinsky, e em Janeiro de 1999, para o Teatro Plástico, estreou-se em encenação para teatro na peça Crimes Exemplares de Max Aub, onde assinou também a dramaturgia e uma nova versão do texto.
Em 15 de dezembro de 2017 recebeu o doutoramento honoris causa pela Universidade de Aveiro.
Desde 2022, é sócia correspondente da Classe de Letras da Academia das Ciências de Lisboa (9.ª Secção - Comunicação e Artes).

## Distinções
- 1982 - Prémio da melhor coreografia com Encontros, criada para o Ballet Gulbenkian
- 1984 - Prémio de melhor coreografia com Três canções de Nina Hagen para o Ballet Gulbenkian
- 1985 - Prémio de melhor coreografia com Terra do Norte para o Ballet Gulbenkian
- 1986 - Prémio de melhor coreografia com Espaço Vazio para o Ballet Gulbenkian
- 1987 - Prémio de melhor coreografia com Treze gestos de um corpo para o Ballet Gulbenkian
- 1988 - Prémio de melhor coreografia com Presley ao Piano para o Ballet Gulbenkian
- 1988 - 1.º Prémio do concurso de dança de Osaka-Japão, com After the Party
- 1992 - É galardoada com o Prémio Bordalo (1991), na categoria de "Bailado", entregue pela Casa da Imprensa, juntamente com personalidades como Paula Rego (Artes Plásticas), José Saramago (Literatura), Maria João Pires (Música Erudita) ou Carlos Paredes (Consagração de Carreira).[3]

- 1993 - Prémio da melhor coreografia do ano pela Revista londrina Time-Out com The Seven Silences of Salome para o English National Ballet
- 1994 - 2.º Prémio do Concurso  de dança Suzanne Dellal em Tel Aviv (Israel) com Cold Hands
- 2004 - É galardoada com o Prémio Almada (2003), na área da "Dança", partilhado com o coreógrafo Rui Horta, atribuído pelo Instituto das Artes (IA), do Ministério da Cultura, a par do compositor Álvaro Salazar (Música) e do encenador Jorge Silva Melo (Teatro) que declinaria o prémio.[4]
- 2004 - É feita Grande-Oficial da Ordem do Infante D. Henrique, a 8 de Março[5]
- 2008 - Grande Prémio da Sociedade Portuguesa de Autores e Millenium BCP pela carreira da coreógrafa e bailarina
- 2012 - Prémio da Latinidade atribuído pela Organização Internacional União Latina [6]
- 2017 - Doutoramento honoris causa pela Universidade de Aveiro.
- 2018 - Prémio Autores 2018, Melhor Coreografia, atribuído pela Sociedade Portuguesa de Autores a "Síndrome".
- 2023 - Prémio Femina por mérito nas Artes de Bailado e Dança.[7]

## Obra

### Peças
| Ano  | Peça                                                 |
| ---- | ---------------------------------------------------- |
| 1978 | Que loucos que somos! Tu não és?                     |
| 1979 | Invisíveis Limites                                   |
| 1980 | Duas Vozes                                           |
| 1981 | Abstracções                                          |
| 1982 | Encontros                                            |
| 1983 | Lágrima                                              |
| 1983 | Sonatina nº1                                         |
| 1984 | O Livro dos Seres Imaginários                        |
| 1984 | Três canções de Nina Hagen                           |
| 1984 | Cadência                                             |
| 1984 | Incerto-Exacto                                       |
| 1985 | Terra do Norte                                       |
| 1985 | As Troianas                                          |
| 1986 | Terra de ninguém                                     |
| 1986 | Espaço Vazio                                         |
| 1986 | Casta Diva                                           |
| 1987 | Violoncelo não acompanhado em suite de luxo          |
| 1988 | Presley ao Piano                                     |
| 1988 | After the Party                                      |
| 1988 | “1988”                                               |
| 1989 | Traição Opus 27 de Giulieta Guicciardi               |
| 1989 | Jardim de Inverno                                    |
| 1990 | Isolda                                               |
| 1990 | Idmen B                                              |
| 1990 | In-fracções                                          |
| 1990 | Situações Coldberg                                   |
| 1991 | Cavaleiros da noite                                  |
| 1991 | Duelo                                                |
| 1992 | Casta Diva - RTP                                     |
| 1992 | Passagens I                                          |
| 1993 | The seven silences of Salome                         |
| 1993 | Passagens II                                         |
| 1993 | Cenas de Caça                                        |
| 1994 | Introdução ao Princípio das Coisas                   |
| 1994 | Finis Terra                                          |
| 1994 | Cold Hands                                           |
| 1995 | Introdução ao Princípio das Coisas II                |
| 1995 | Finis Terra II                                       |
| 1996 | Propriedade Privada                                  |
| 1997 | Cenas de Caça II                                     |
| 1997 | Start and Stop Again                                 |
| 1997 | Perséfone                                            |
| 1998 | Anjos, Arcanjos, Serafins, Querubins,...e Potestades |
| 1998 | Propriedade Pública                                  |
| 1999 | Crimes Exemplares                                    |

| Ano  | Peça                                    |
| ---- | --------------------------------------- |
| 2000 | F.I.M. – Fragmentos/Inscrições/Memórias |
| 2000 | Os Olhos de Gulay Cabbar                |
| 2001 | Código md8                              |
| 2002 | Não Destruam os Mal-me-queres           |
| 2002 | Stand By                                |
| 2003 | Jump-up-and-kiss-me                     |
| 2003 | Pedro e Inês                            |
| 2004 | Confidencial                            |
| 2004 | By me                                   |
| 2004 | Cariátides                              |
| 2005 | Felicitações Madame Partes I, II e III  |
| 2005 | O Amor ao canto do bar vestido de negro |
| 2006 | Felicitações Madame (Filme)             |
| 2006 | Daqui em Diante                         |
| 2007 | Paraíso                                 |
| 2007 | A Sesta (Filme)                         |
| 2008 | Inferno                                 |
| 2009 | Nortada                                 |
| 2009 | Solos                                   |
| 2010 | Electra                                 |
| 2010 | Interiores (Filme)                      |
| 2010 | Blind Date                              |
| 2010 | A Sagração da Primavera                 |
| 2011 | Noite de Ronda                          |
| 2011 | Pets                                    |
| 2012 | Present in Progress                     |
| 2012 | Cenas                                   |
| 2012 | A Cidade                                |
| 2013 | A Sagração da Primavera - Solo          |
| 2013 | Eurydice (Vídeo)                        |

### Coreografias para teatro e ópera
- Teatro de Enormidades apenas criveis à luz eléctrica
- Amor de Perdição
- Horáceos e Coreáceos
- Tu e Eu
- Romeu e Julieta
- Ópera dos Três Vinténs
- Mãe Coragem
- Hamlet
- Ricardo II
- O Crime da Aldeia Velha
- Maçon
- Cristopher Colombo
- A Tempestade
- Edmund
- O Poder da Gorgone
- Escadas Tortas Sem Corrimão
- Abaixo da Cintura
- O Merlim
- Vertigem
- Alma-Grande
- Ana & Hanna